# St Thomas' Hospital
Il St Thomas' Hospital è un grande ospedale universitario del NHS, situato nel centro di Londra, in Inghilterra. È una delle istituzioni che compongono il King's Health Partners, un centro accademico di scienze della salute. Amministrativamente è parte del Guy's and St Thomas' NHS Foundation Trust, insieme a Guy's Hospital, King's College Hospital, University Hospital Lewisham e Queen Elizabeth Hospital, e fornisce la sede al King's College London GKT School of Medical Education.
Originariamente situato a Southwark, ma con sede a Lambeth, dal 1871 ha fornito assistenza sanitaria, gratuitamente o sotto gli auspici di opera di beneficenza, dal XII secolo. È uno degli ospedali più famosi di Londra, associato a personaggi come Sir Astley Cooper, William Cheselden, Florence Nightingale, Linda Richards, Edmund Montgomery, Agnes Elizabeth Jones e Sir Harold Ridley. È un importante punto di riferimento di Londra, in gran parte grazie alla sua posizione sulla sponda opposta del fiume Tamigi rispetto al Palazzo di Westminster.
Il St Thomas' Hospital è accessibile dalla stazione della metropolitana di Westminster (10 minuti a piedi attraverso il ponte di Westminster), dalla stazione di Waterloo (metropolitana e ferrovia, anche da questa a 10 minuti a piedi) e dalla stazione della metropolitana di Lambeth North (altri 10 minuti a piedi).

## Storia

### L'ospedale nel Borough di Southwark

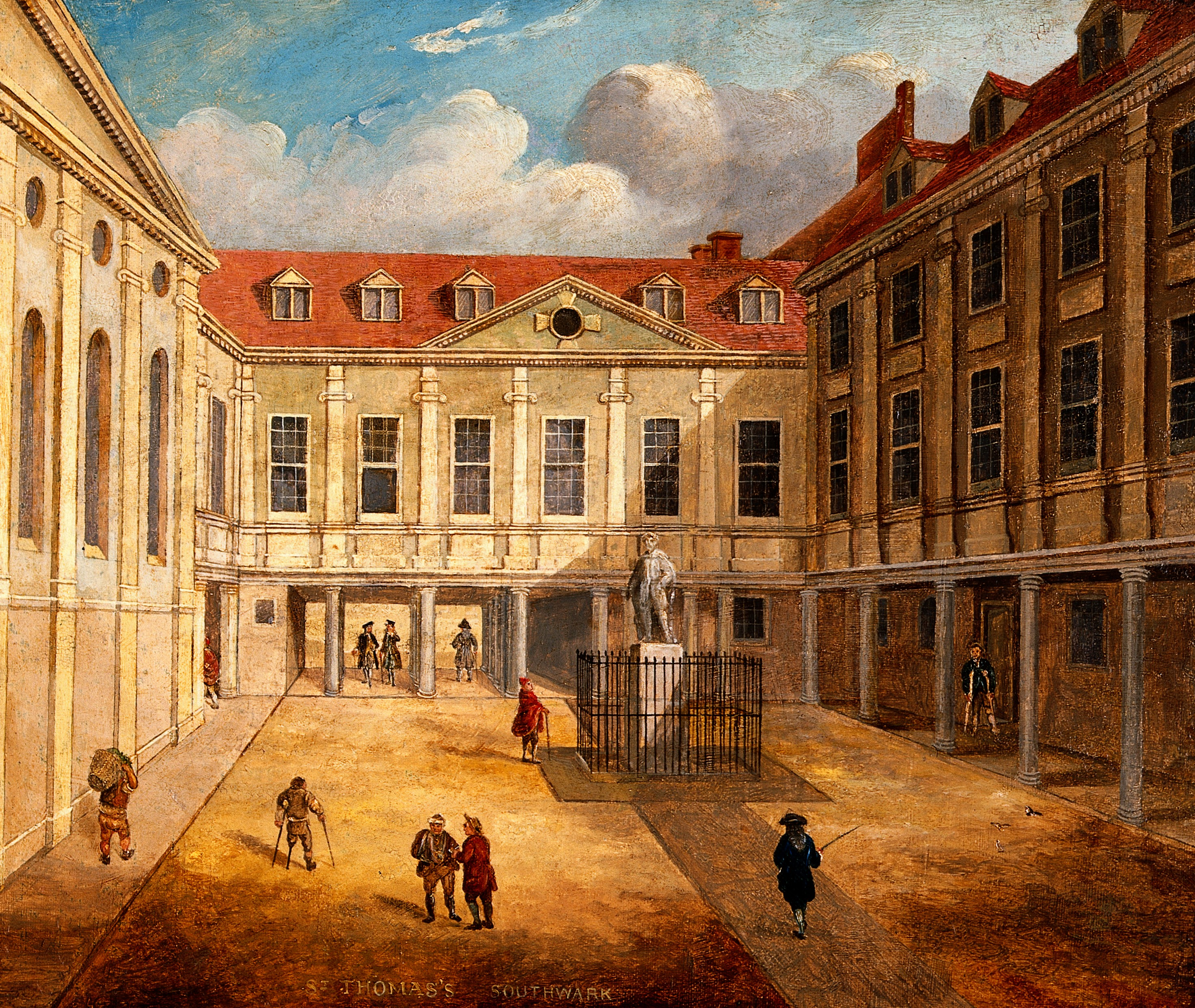
Un dipinto ad olio del St Thomas' Hospital a Southwark

L'ospedale fu descritto come antico già nel 1215 e prese il nome da san Tommaso Becket, il che suggerisce che potrebbe essere stato fondato dopo il 1173, quando questi fu canonizzato. Questa data è quella del suo trasferimento dal distretto di St Mary Overie a Trenet Lane e poi in seguito a St Thomas Street. Tuttavia, è possibile che sia stato ribattezzato solo nel 1173 e che ci fosse un'infermeria presso il priorato quando fu fondato a Southwark nel 1106.
In origine l'ospedale era gestito da un ordine misto di canonici regolari agostiniani e canonichesse, dedicato a san Tommaso Becket, e forniva rifugio e cure ai poveri, ai malati e ai senzatetto. Nel XV secolo, Richard Whittington creò un reparto post parto per le madri non sposate. Il monastero fu sciolto nel 1539, durante la Riforma, e l'ospedale fu chiuso, ma riaperto nel 1551 e ridedicato a Tommaso Apostolo. Ciò fu dovuto agli sforzi della City di Londra che ottenne la concessione del sito e un'autorizzazione da Edoardo VI e l'ospedale è rimasto sempre aperto da allora.
L'ospedale era anche il luogo in cui fu realizzata una delle prime Bibbie in inglese stampate, nel 1537, e questo avvenimento è commemorato con una targa presente sull'ala superstite in Borough High Street. Vi furono circa ventiquattro priori, maestri, guardiani o rettori che prestarono servizio tra la fondazione dell'ospedale e lo scioglimento dei monasteri nel 1539.
Alla fine del XVII secolo, l'ospedale e la chiesa furono in gran parte ricostruiti da Sir Robert Clayton, presidente dell'ospedale ed ex sindaco di Londra e Thomas Cartwright fu l'architetto che progettò il nuovo ospedale. Una statua di Clayton si trova ora all'ingresso nord del padiglione dell'ala nord del St Thomas' Hospital ed è classificata monumento storico di I grado. Nel 1721 Sir Thomas Guy, governatore del St Thomas', fondò il Guy's Hospital come luogo per curare gli "incurabili" dimessi dal St Thomas.

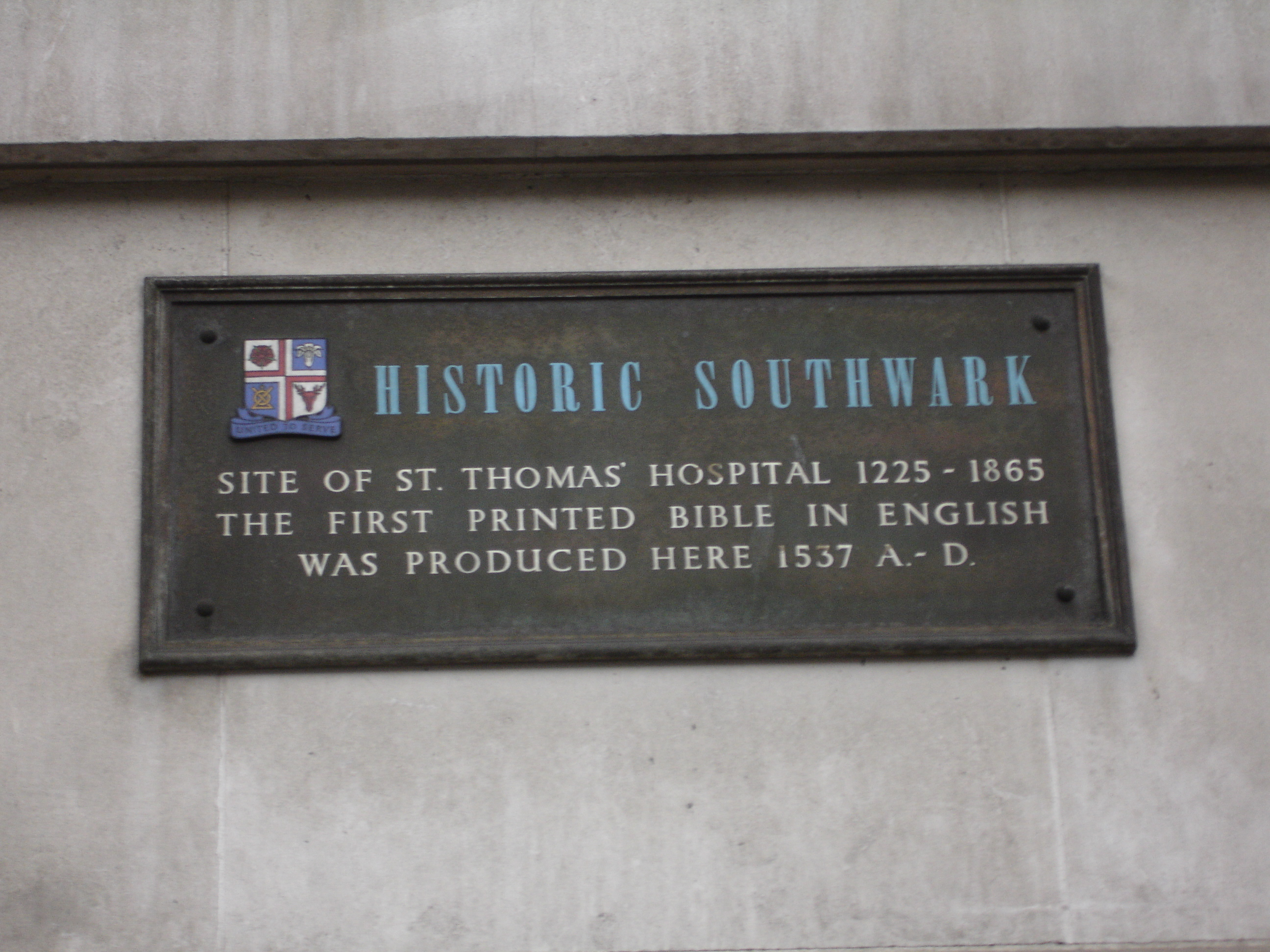
Targa posta su un padiglione del St Thomas' Hospital di Southwark per commemorare il luogo dove fu stampata la prima Bibbia inglese

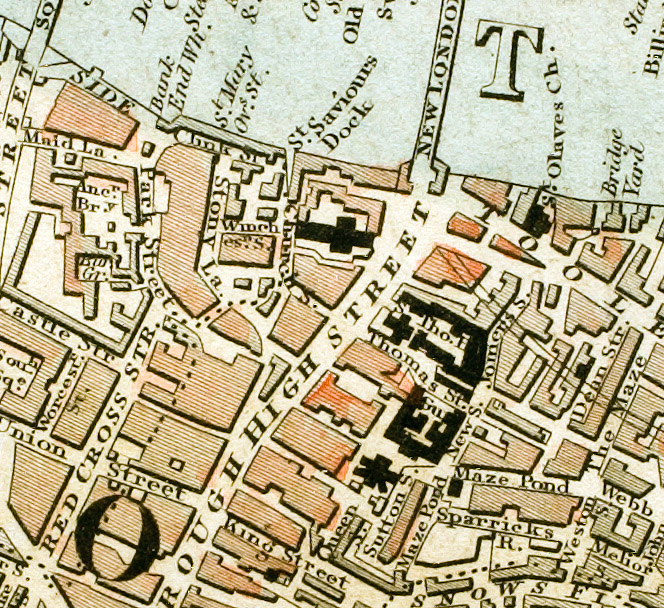
La posizione degli ospedali di Guy e St Thomas' c. 1833

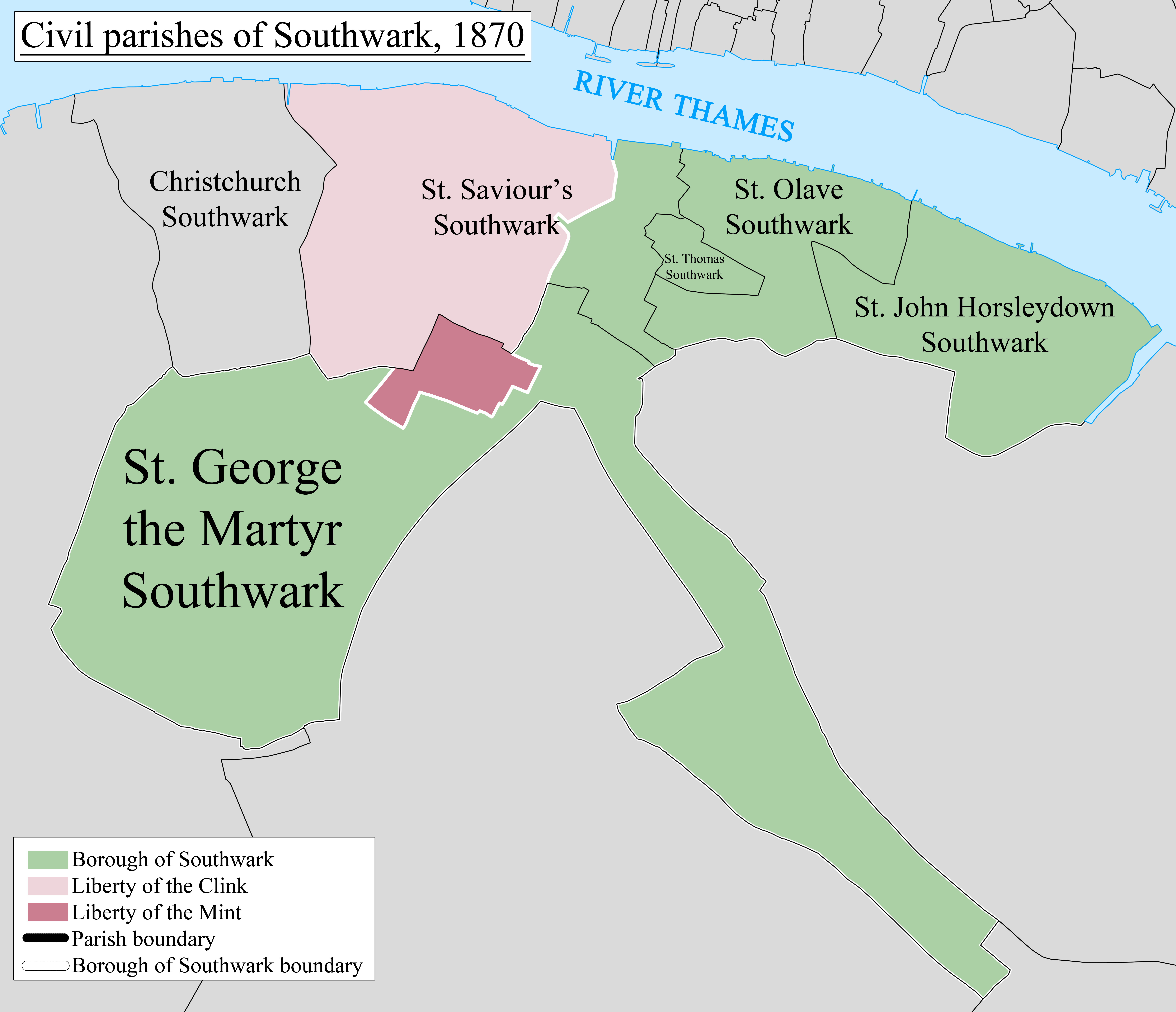
Mappa che mostra la parrocchia civile di St. Thomas a Southwark

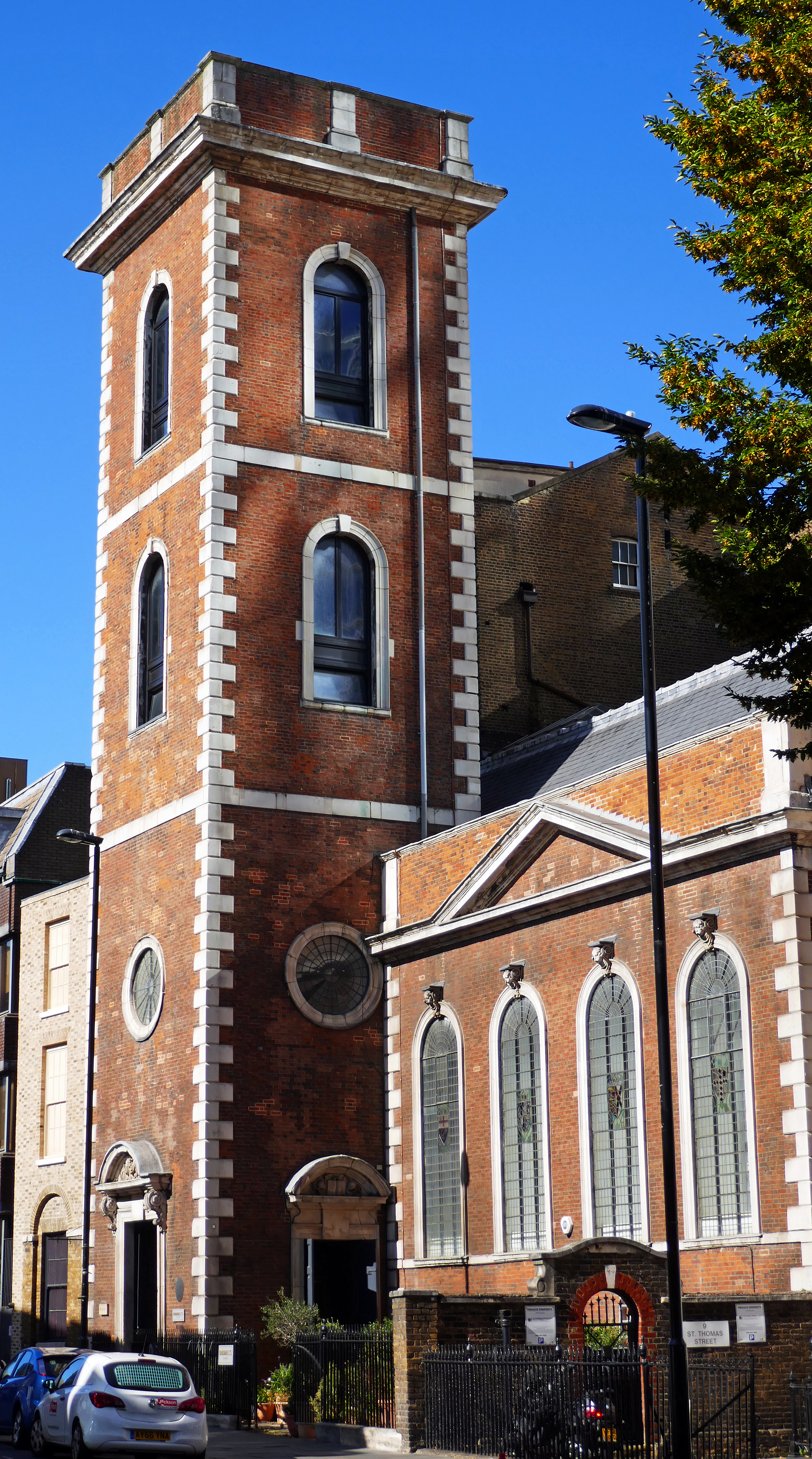
L'antica chiesa di San Tommaso, uno spazio a lungo sconsacrato costruito nel 1690, che ospita il Museo dell'Old Operating Theatre e Herb Garret.

Alcune parti del vecchio St Thomas' Hospital sopravvivono sul lato nord di St Thomas Street, inclusa la vecchia St. Thomas' Church, ora utilizzata principalmente come uffici e l'Old Operating Theatre che ora è un museo. Tuttavia l'ospedale lasciò Southwark nel 1862, quando il suo antico sito fu espropriato per far posto alla costruzione del viadotto ferroviario di Charing Cross tra la stazione di London Bridge e la sponda opposta del Tamigi. L'ospedale fu temporaneamente ospitato presso i Royal Surrey Gardens a Newington (Walworth) fino a quando i nuovi edifici, nell'attuale sito di Lambeth vicino a Lambeth Palace, furono completati nel 1871.

### L'ospedale vittoriano di Lambeth

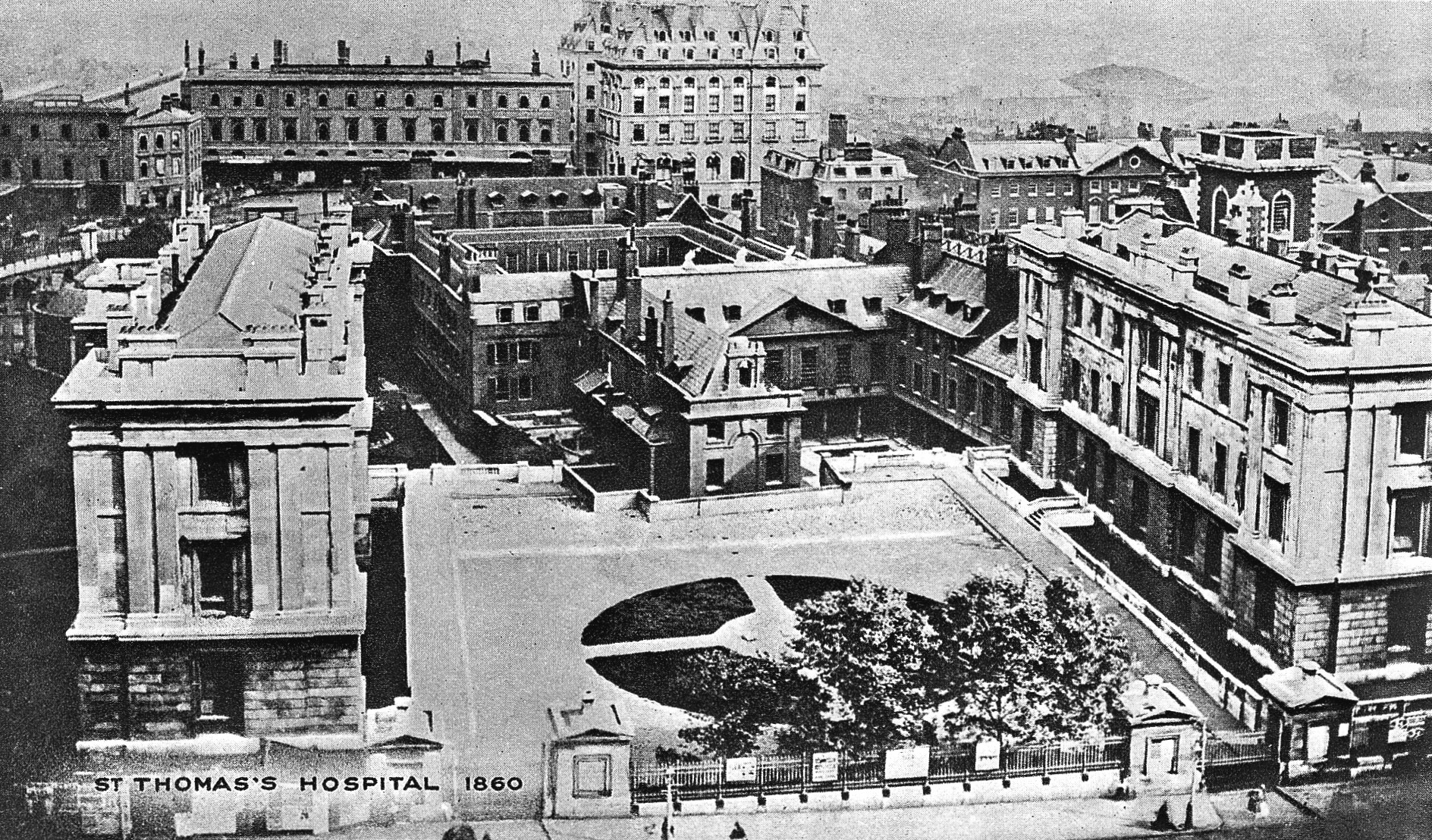
St Thomas' Hospital 1860, veduta aerea

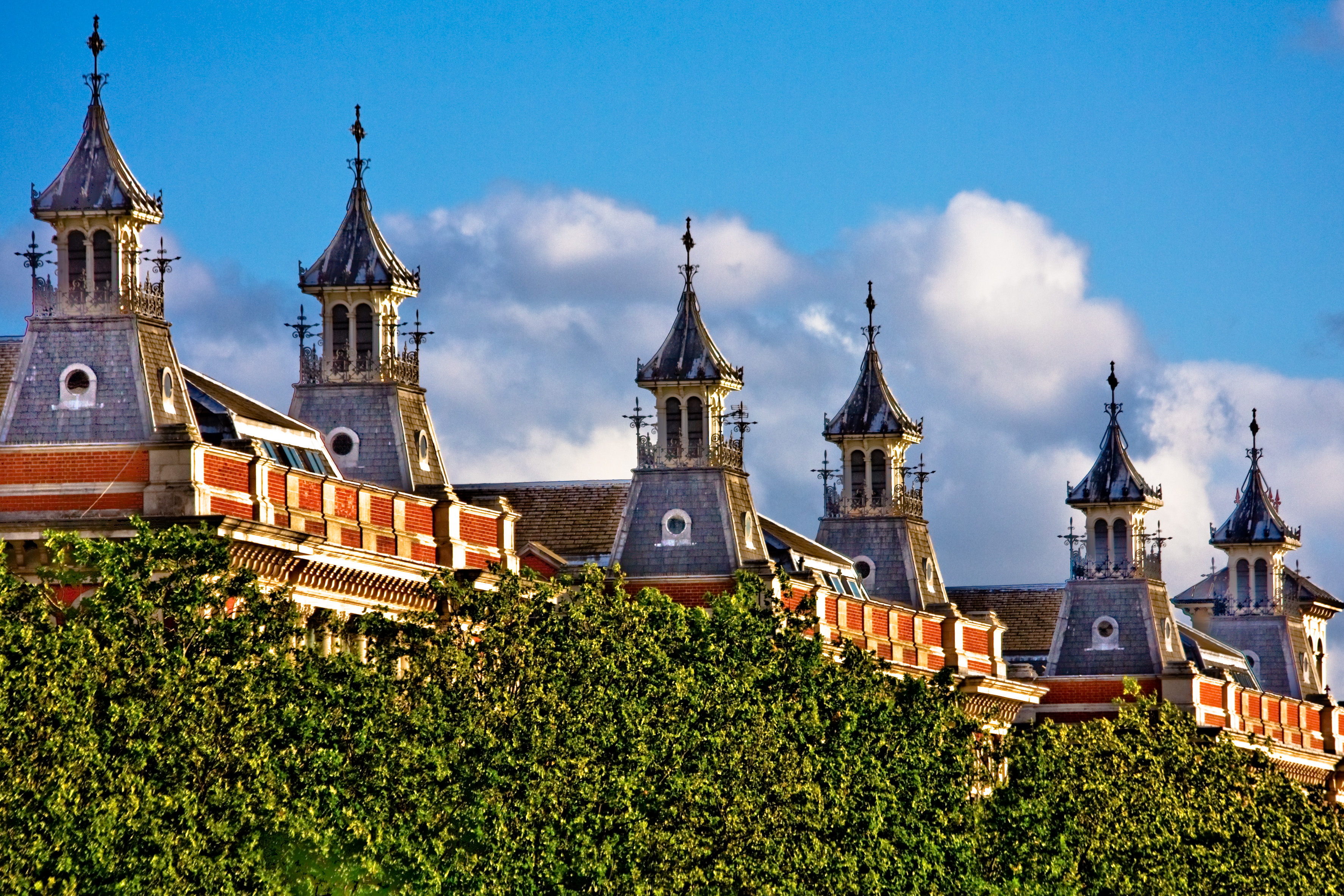
Padiglioni sopravvissuti del 1868

L'attuale St Thomas' Hospital si trova in un sito storicamente noto come Stangate nel quartiere londinese di Lambeth. Si trova dall'altra parte del fiume Tamigi rispetto al Palazzo di Westminster, su un appezzamento di terreno in gran parte bonificato durante la costruzione dell'Albert Embankment alla fine del 1860. I nuovi edifici furono progettati da Henry Currey e la prima pietra fu posta dalla regina Vittoria nel 1868. C'era un settimo padiglione all'estremità nord del sito vicino a Westminster Bridge Road, per la Treasurer's House (uffici ospedalieri). L'ospedale inizialmente aveva 600 letti.
Questo è stato uno dei primi ospedali ad adottare il "principio del padiglione", reso popolare da Florence Nightingale nelle sue Note sull'assistenza infermieristica - avendo sei edifici separati ad angolo retto, rispetto alla facciata sul fiume, posti a circa 37 metri di distanza e collegati da bassi corridoi. L'intenzione era principalmente quella di migliorare la ventilazione e di separare e isolare i pazienti con malattie infettive.
Poiché il Palazzo di Westminster è ancora tecnicamente un palazzo reale, è stata adottata una convenzione secondo la quale qualsiasi cittadino comune che muoia all'interno del palazzo è ufficialmente registrato come morto al St Thomas' Hospital per eliminare la necessità di convocare una giuria di membri della casa reale sotto il Coroner della Queen's Household. L'ospedale fu requisito dal War Office, nel 1914, per creare il 5°  London General Hospital, una struttura per il Royal Army Medical Corps per il trattamento delle vittime militari.

### Ricostruzione del dopoguerra

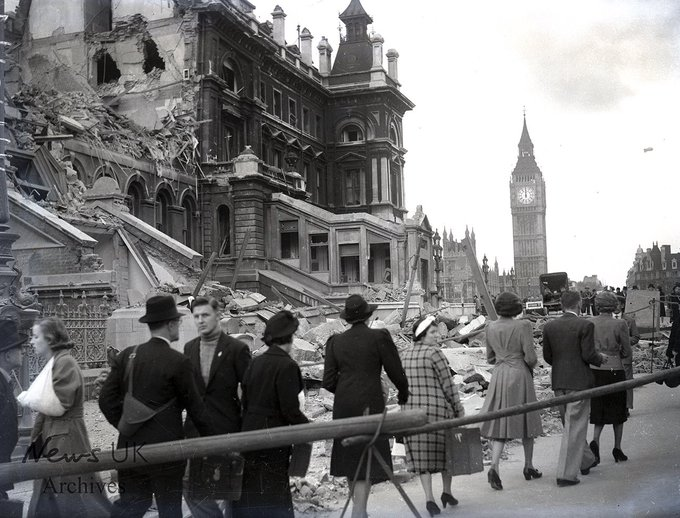
St Thomas' Hospital, Londra, la notte dopo un raid aereo. Per gentile concessione di News UK Archive.

La parte settentrionale del sito dell'ospedale venne gravemente danneggiata durante la seconda guerra mondiale, con la distruzione di tre edifici. La ricostruzione, non completa, iniziò negli anni '50, compreso l'edificio ora noto come East Wing. Venne completata, secondo un piano più ambizioso su progetto di Yorke Rosenberg Mardall, concordato negli anni '60, richiedendo il riallineamento di Lambeth Palace Road più lontano dal fiume per ingrandire il campus dell'ospedale. I nuovi edifici hanno un rivestimento di piastrelle bianche, che era una caratteristica di molti altri edifici universitari e ospedalieri progettati da tale studio di architettura.
Quando fu completata la costruzione dell'edificio di tredici piani (ora ala nord), da John Laing & Sons nel 1975, ci fu una reazione pubblica diffusa contro le dimensioni e l'aspetto della struttura, in particolare da parte dei parlamentari che potevano vederlo dalla terrazza sul fiume prospiciente il Palazzo di Westminster. La parte meridionale della riqualificazione, che avrebbe incluso un secondo edificio, non è mai stata realizzata. I tre edifici rimanenti del padiglione della "zona vittoriana" sono stati ristrutturati negli anni '80. Ora sono edifici di interesse storico culturale di II grado.
Nel novembre 1949, in una sala operatoria del St Thomas' Hospital, Harold Ridley realizzò il primo impianto al mondo di una lente intraoculare (IOL), trattando una cataratta in una paziente di 49 anni. In età avanzata, lo stesso Ridley fu sottoposto, con successo, all'impianto di lenti intraoculari bilaterali al St Thomas. Ciò che gli piaceva di più era che si fosse sottoposto all'operazione nello stesso ospedale in cui aveva eseguito la prima operazione nel 1949. Ridley è stato successivamente nominato Knight Bachelor "per servizi pionieristici nella chirurgia della cataratta".
Con la chiusura del Dreadnought Seamen's Hospital presso il Greenwich Hospital, nel 1986, i servizi per i marinai e le loro famiglie sono forniti dalla Dreadnought Unit del St Thomas' Hospital. Consente ai marittimi mercantili l'accesso a cure mediche prioritarie, ad eccezione della chirurgia cardiaca, ed è finanziato dal governo centrale con fonti separate rispetto agli altri fondi fiduciari del NHS. Originariamente consisteva in due reparti di 28 posti letto, ma oggi i pazienti del Dreadnought vengono curati secondo le necessità cliniche e quindi inseriti nel reparto più idoneo alle loro condizioni mediche.
In seguito alla fusione degli ospedali Guy's e St Thomas' in un unico policlinico, nel 1993 i servizi di emergenza sono stati consolidati presso il St Thomas' Hospital L'ex primo ministro Harold Wilson è morto in ospedale il 24 maggio 1995, a causa di cancro e morbo di Alzheimer. Alla fine degli anni '80 il dottor Chris Aps ha introdotto dei cambiamenti al St Thomas' Hospital che hanno permesso ai pazienti chirurgici cardiotoracici di riprendersi dall'unità di terapia intensiva passando in un'unità di recupero intensivo notturno: questo è diventato un modello per unità simili in tutto il Regno Unito. Nell'ottobre 2005 i reparti pediatrici sono stati trasferiti in nuove strutture, progettate da Michael Hopkins, all'Evelina London Children's Hospital, a sud-est del St Thomas' Hospital.

### Risposta alla COVID-19
Con il deteriorarsi della situazione a Wuhan, alla fine di gennaio del 2020, quattro centri ospedalieri del Regno Unito, tra cui St Thomas e The Royal Free, sono stati allertati per ricevere pazienti sospetti.
Dopo essere risultato positivo alla COVID-19, il 27 marzo 2020, il primo ministro Boris Johnson è stato ricoverato a St Thomas il 5 aprile, e poiché le sue condizioni si erano deteriorate, è stato trasferito in terapia intensiva nello stesso giorno. È stato spostato dalla terapia intensiva il 9 aprile e dimesso 3 giorni dopo.

## Strutture
L'attuale ingresso pedonale principale si trova in Westminster Bridge Road, sebbene ci sia un ingresso separato, per veicoli e pronto soccorso, in Lambeth Palace Road. C'è anche un ingresso pedonale lungo il fiume e la Lane Fox Unit (problemi respiratori cronici) ha il proprio ingresso lungo il fiume, principalmente ad uso dei pazienti ricoverati nel reparto di Lane Fox. L'ingresso pedonale al campus conduce a un collegamento vetrato tra l'ala Lambeth e l'ala nord. Il Guy's e il St Thomas' Charity hanno incaricato lo scultore Rick Kirby di produrre una scultura "Cross the Divide", che è stata inaugurata nel 2000 fuori dall'ingresso principale. A settentrione dell'ala nord (più vicino a Westminster Bridge Road) c'è un'area giardino, sopra il parcheggio auto, con al centro la scultura Revolving Torsion di Naum Gabo.
Tommy's è un ente di beneficenza, con sede nel Regno Unito, che finanzia la ricerca sui problemi di gravidanza e fornisce informazioni ai genitori. L'ente ritiene che sia inaccettabile che una donna su quattro, nel Regno Unito, perda un bambino durante la gravidanza e/o il parto. Nacque quando due ostetriche, che lavoravano nell'unità di maternità dell'ospedale, decisero di iniziare a raccogliere fondi per ulteriori ricerche sui problemi della gravidanza. L'ente finanzia tre centri di ricerca nel Regno Unito, tra cui il St Thomas' a Londra, il Saint Mary's Hospital a Manchester e la Royal Infirmary di Edimburgo di recente costituzione.

## Formazione medica al St Thomas' Hospital
La St Thomas's Hospital Medical School è stata fondata nel 1550. Dopo l'istituzione del Guy's Hospital, come istituzione separata, questa è continuata come un'unica scuola di medicina, comunemente nota come The Borough Hospitals, con insegnamento in tutti gli ospedali St Thomas' e Guy. A seguito di una disputa sul successore del chirurgo Astley Cooper, Guy's fondò una propria scuola di medicina separata nel 1825.
La scuola di medicina è poi riemersa, nel 1982, con quella del Guy per formare le United Medical and Dental Schools of Guy's and St Thomas' Hospitals (UMDS). Successive aggiunte compresero il Royal Dental Hospital della London School of Dental Surgery che si unì alla Guy's Dental School il 1º agosto 1983 e il St John's Institute of Dermatology il 1º agosto 1985.
A seguito di discussioni tenutesi tra il 1990 e il 1992, con il King's College di Londra e il King's College London Act 1997, l'UMDS si è fusa, nel 1998, con la King's College School of Medicine and Dentistry per formare le The Guy's, Kings & Thomas' Schools of Medicine (GKT School of Medicine), di odontoiatria e di scienze biomediche. Questo è stato ribattezzato King's College London School of Medicine and Dentistry at Guy's, King's e St Thomas 'Hospitals nel 2005.
La scuola e la residenza per infermieri Nightingale aperte al St Thomas' Hospital il 9 luglio 1860. Ora è chiamata Florence Nightingale Faculty of Nursing and Midwifery e fa anche parte del King's College di Londra.

## Galleria d'immagini

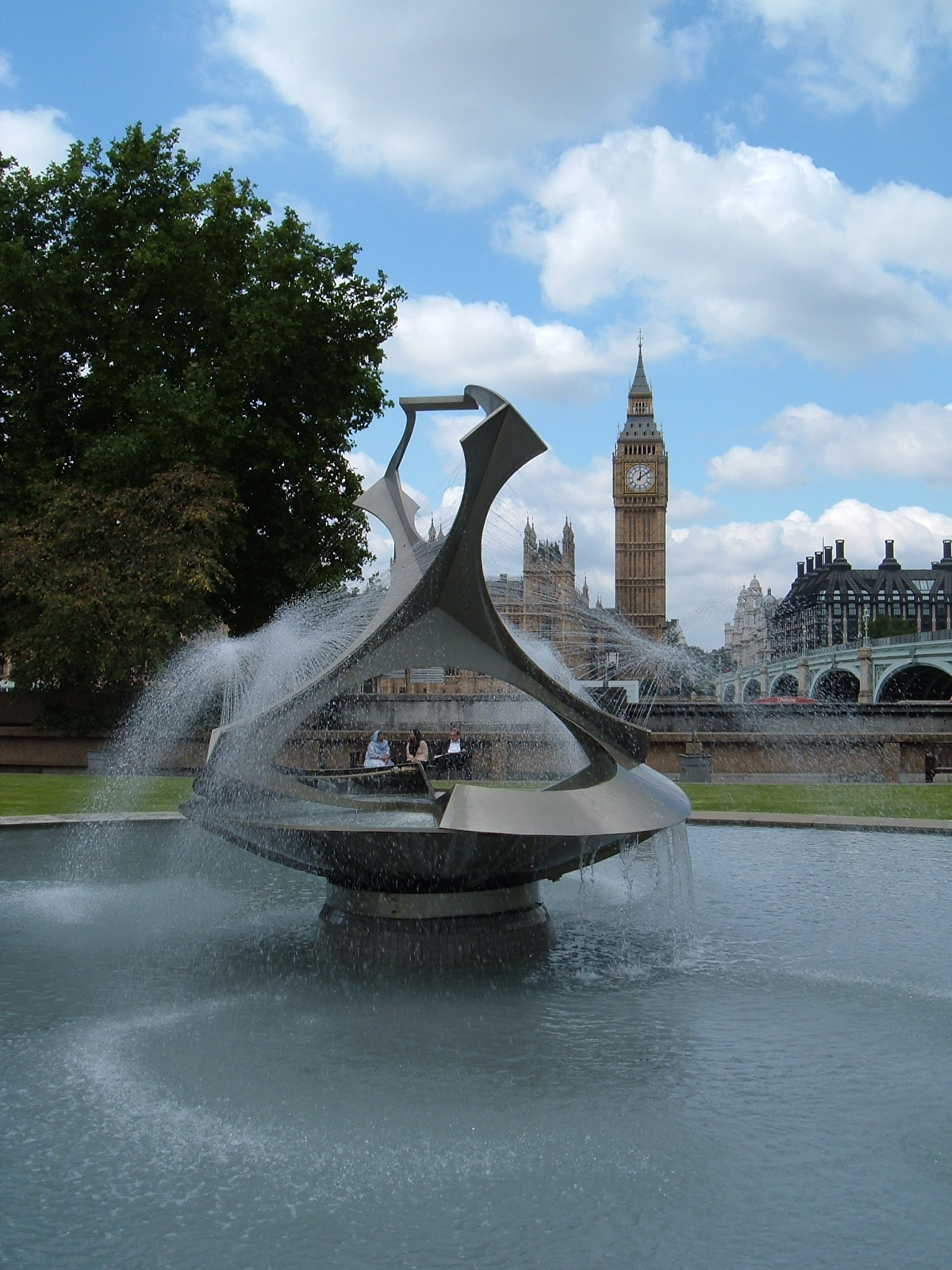
Fontana / scultura cinetica Revolving Torsion di Naum Gabo
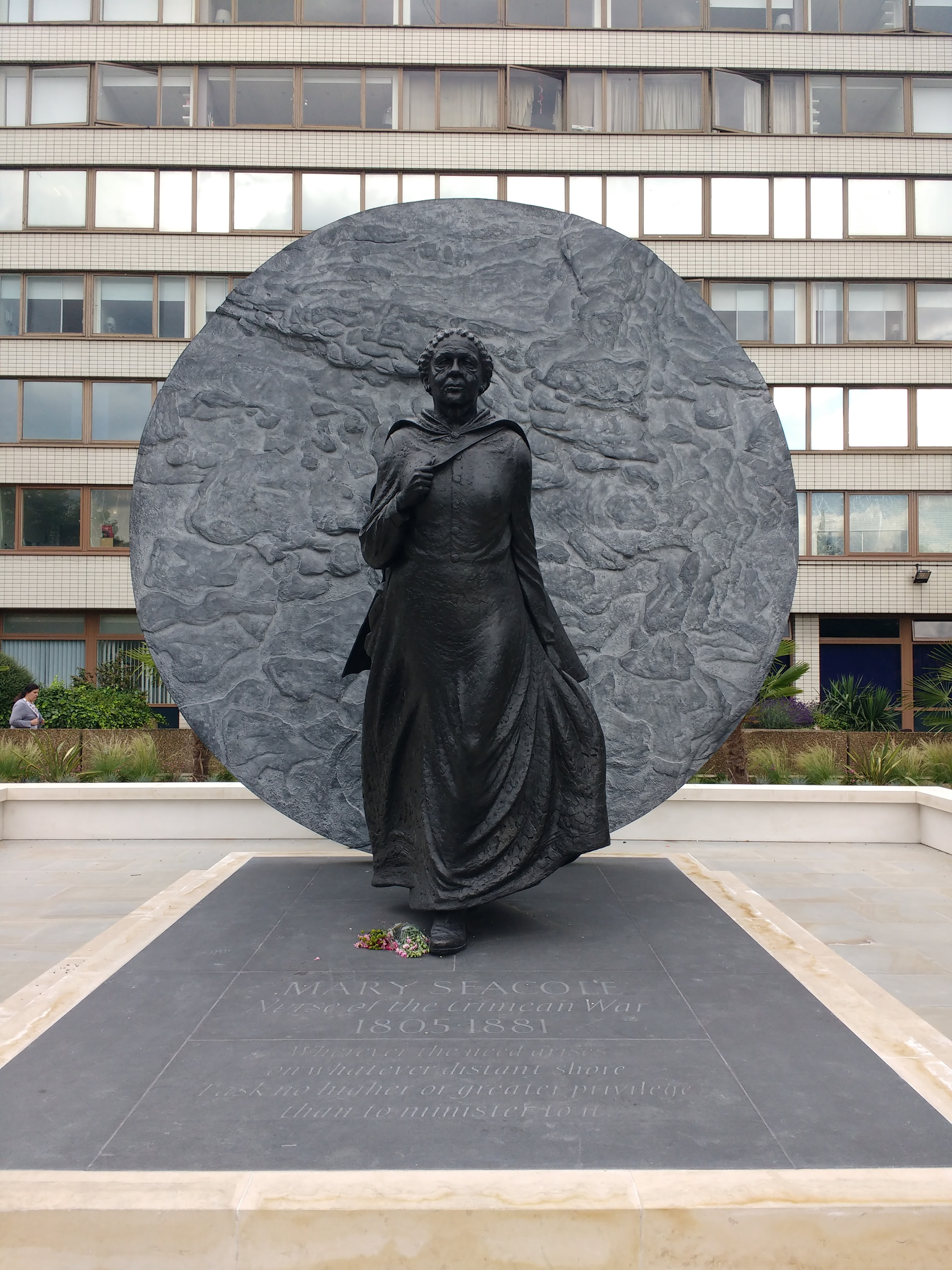
Statua di Mary Seacole al St Thomas 'Hospital, di Martin Jennings
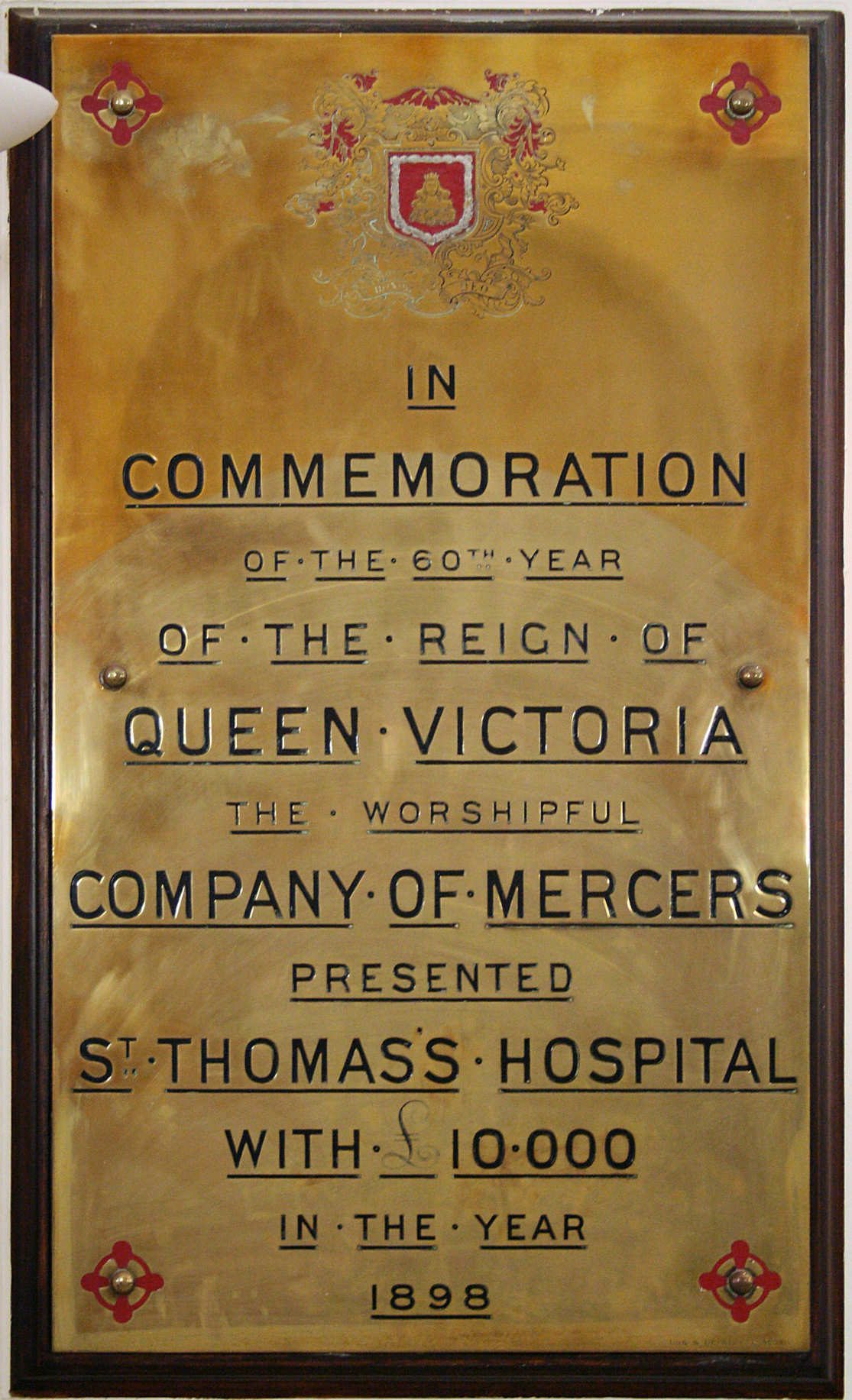
La targa che indicava il nome includeva in passato il genitivo s singolare
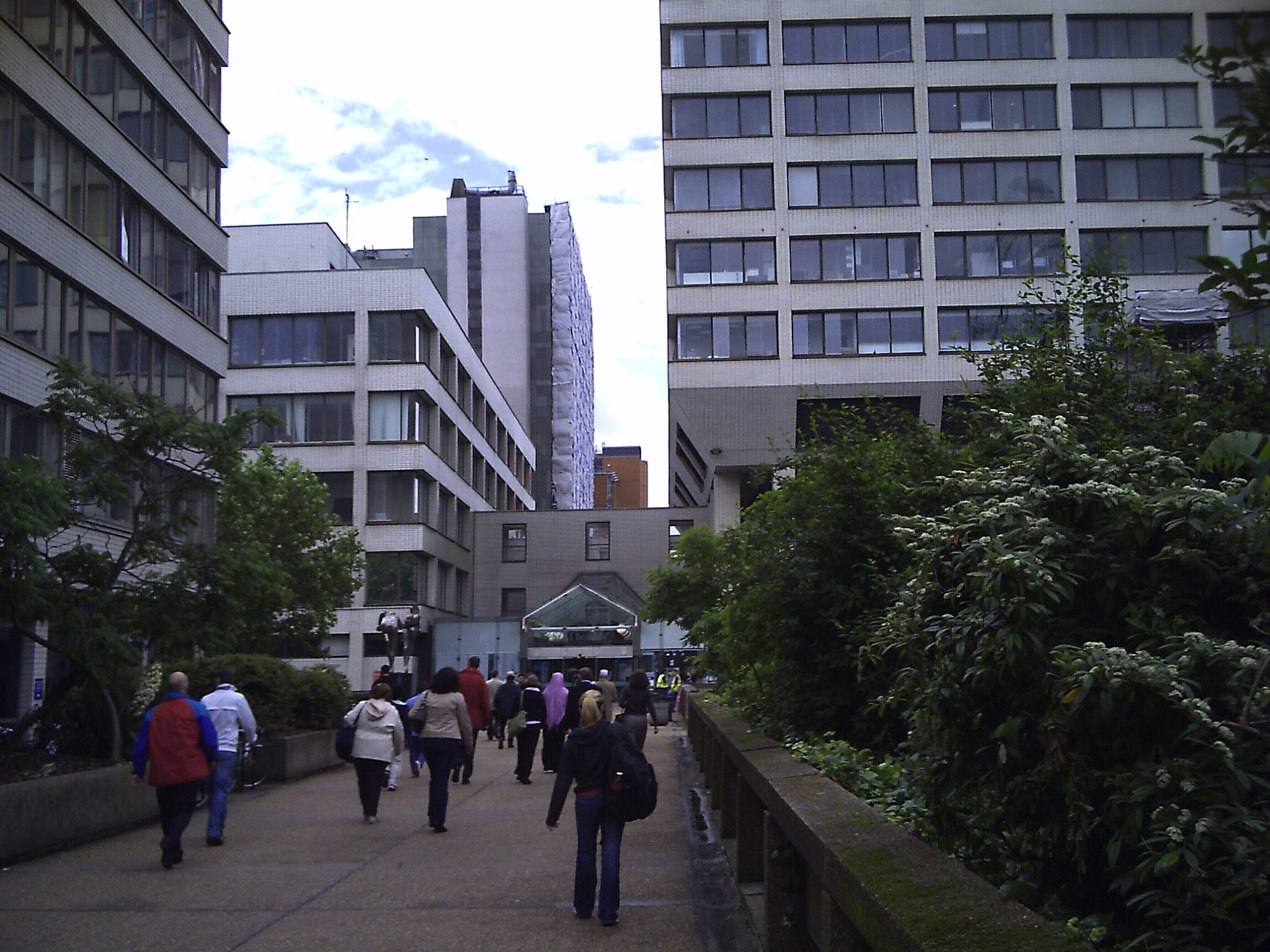
Ingresso pedonale principale da Westminster Bridge Road
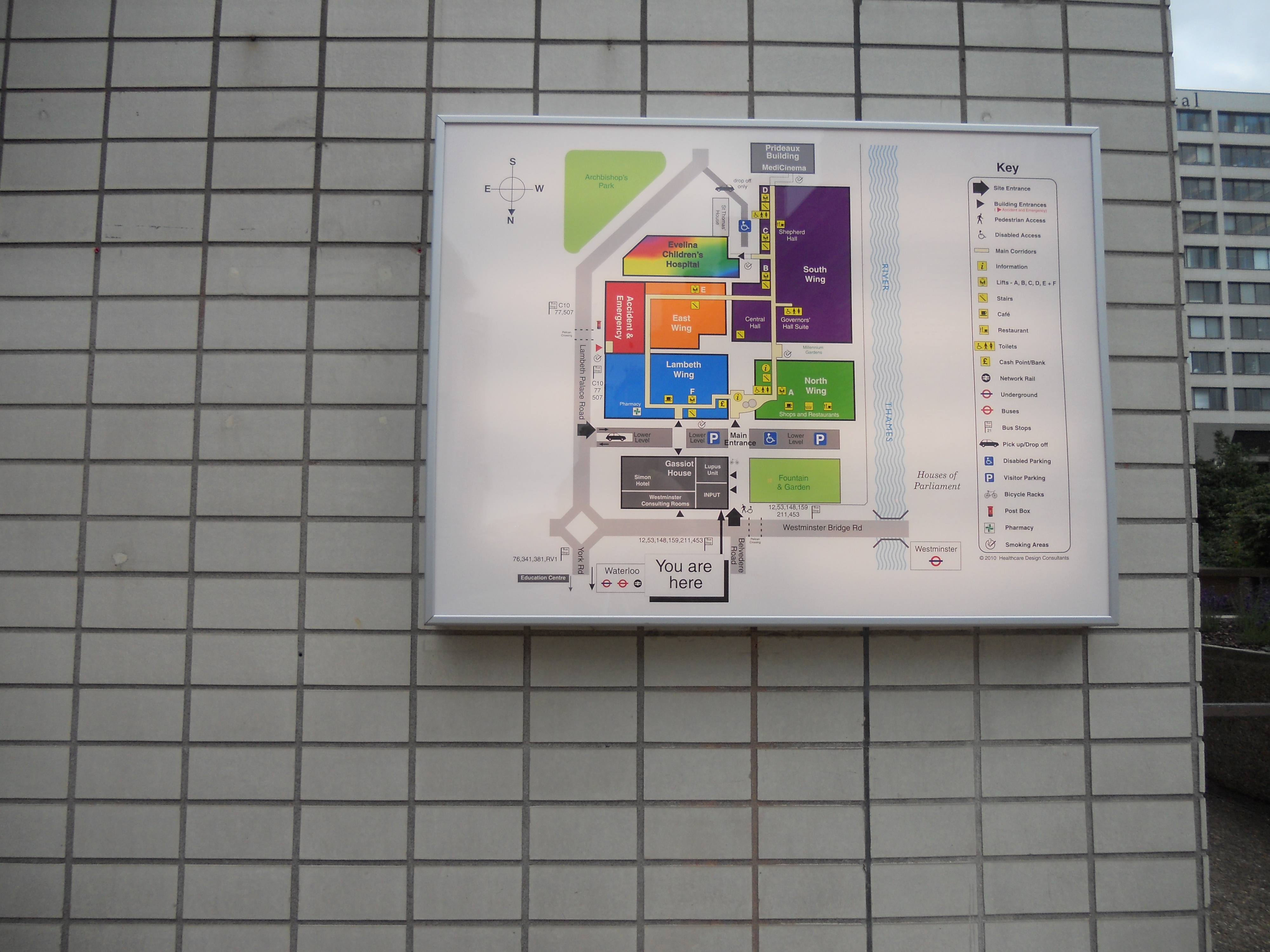
Segnale informativo dell'ospedale di St Thomas